# Gijs van Hall

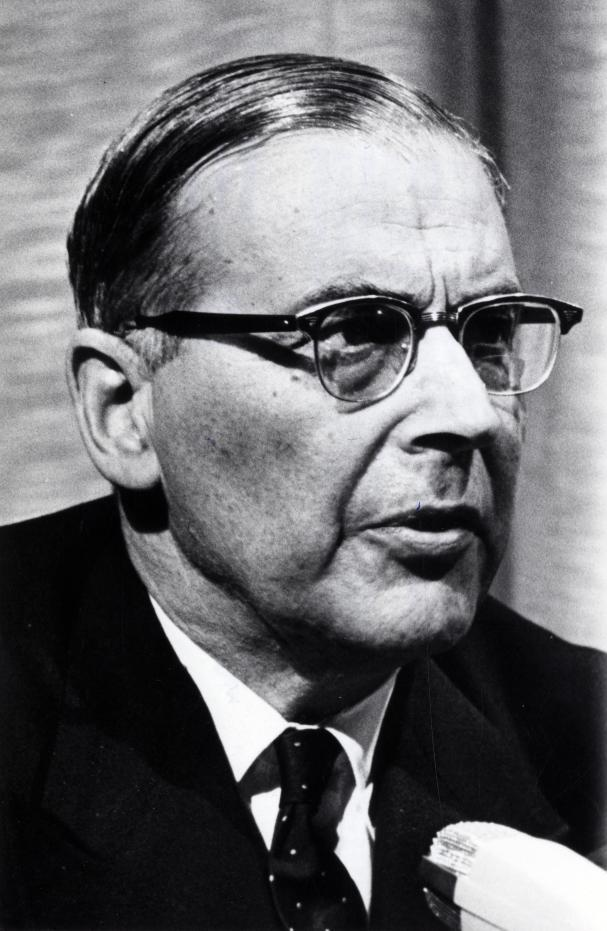
Gijs van Hall (Foto: 1968)

Gijsbert van Hall (* 21. April 1904 in Amsterdam; † 22. Mai 1977 ebenda) war ein niederländischer Politiker (Partij van de Arbeid (PvdA)) und Bürgermeister von Amsterdam.
Gijs van Hall wurde im Januar 1957 als Nachfolger von Arnold Jan d’Ailly zum Bürgermeister von Amsterdam berufen. Ivo Samkalden folgte ihm im August 1967 in diesem Amt.
Sein jüngerer Bruder war Walraven van Hall (1906–1945).